# Comgall mac Domangairt
Comgall mac Domangairt est un monarque, roi des Scots de Dál Riata de 507 à 538.

## Biographie
Comgall est le fils aîné et successeur de Domangart mac Fergusa. Les Annales d'Ulster relèvent simplement sa mort en 538 après 35 ans de règne alors que les Annales de Tigernach, qui le nomment « rig Alban » ne lui accordent que 30 ans de règne ce qui semble plus conforme aux dates des entrées. Le Duan Albanach précise de son côté que son règne n'aurait duré que 24 ans mais n'aurait « connu aucun combat », ce qui semble étonnant.

## Cenél Comgaill
Selon le Senchus Fer n-Alban, Comgal mac Domangairt n'aurait laissé qu'un fils unique Conall mac Comgaill, qui grâce à sa postérité de sept fils a constitué le Cenél Comgaill, qui s'est opposé au Cenél nGabráin des descendants de Gabrán mac Domangairt le frère de Comgall. Peu d'entrées des  Chroniques d'Irlande  se réfèrent aux membres du  Cenél Comgaill.
Le territoire du Cenél Comgaill, issu du démembrement du « Corcu Réti », semble s'être centré dans le Cowal la région située au sud du Loch Fyne dont le nom dérive sans doute de Comgall  ou Comgaill et  l'Île de Bute. Les descendants de Comgall doivent avoir également occupé l'Île d'Arran plus au sud. Le centre de leur pouvoir semble avoir été Dunoon. À la fin du VIe siècle ou au début du VIIe siècle, Saint Blaine est associé avec Bute mais cette tradition est mise en doute par les études modernes.
Le monastère de Kingarth également associé avec Blaine de Kingarth  est mentionné par les annalistes. Il se trouvait près de Dunagoil sur l'île de Bute qui était peut être un centre royal mais il n'est pas certain que le site ait été occupé à une période aussi ancienne.
Une  interprétation récente, suggère que le Cenél Comgaill a joué un rôle important dans la  gaëlicisation des  Pictes, lorsqu'un certain Dargart mac Finguine du Cenél Comgaill épouse la princesse picte Der-Ilei, et devient ainsi le père des rois pictes  Bridei et Nechtan mac Der Ilei.

## Sources
- (en) Cet article est partiellement ou en totalité issu de l’article de Wikipédia en anglais intitulé « Comgall mac Domangairt » (voir la liste des auteurs), édition du 2 juin 2012.
- (en) James E. Fraser, From Caledonia to Pictland, Scotland to 795, Edinburgh, Edinburgh University Press, coll. « The New Edinburgh History of Scotland » (no 1), 2009, 436 p. (ISBN 978-0-7486-1232-1).
- (en) Alfred P. Smyth, Warlords and Holy Men Scotland ad 80~1000, Edinburgh, Edinburgh University Press, 1984, 279 p. (ISBN 0748601007).
- (en) Ann Williams, Alfred P. Smyth et D P Kirby, A Bibliographical Dictionary of Dark Age Britain (England, Scotland and Wales c.500-c.1050), Londres, Seaby, 1991, 253 p. (ISBN 1 852640472).